# Aéroport de Jiagedaqi
L'aéroport de Jiagedaqi ((zh)) (code IATA : JGD • code OACI : ZYJD) est un aéroport desservant le District de Jiagedaqi, dans la province du Heilongjiang, en Chine. Il a été construit en 1970, comme base pour les avions bombardiers d'eau chargés de protéger les montagnes du Grand Khingan. Une rénovation de l'aéroport a débuté en septembre 2009, et s'est achevée fin 2011. Le site s'est ouvert aux vols commerciaux le 19 juin 2012. La piste a été allongée à 2300 mètres.

## Compagnies aériennes et destinations
| Compagnies             | Destinations                   |
| ---------------------- | ------------------------------ |
| China Eastern Airlines | Pékin-Capitale, Harbin Taiping |
| China Express Airlines | Hailar, Hohhot                 |
| Okay Airways           | Harbin Taiping, Mohe (zh)      |

Édité le 03/02/2018